# Markenrecht (Volksrepublik China)
Das Markenrecht wurde in der Volksrepublik China Anfang der 1980er Jahre implementiert, um den chinesischen Markt attraktiv für ausländische Investoren zu gestalten. Trotz dieser Reformen und Abkommen, ist China immer noch eines der Länder mit den meisten Markenrechtsverletzungen.

## Markenschutz in China
Als markenberechtigtes Unternehmen gilt dabei das Unternehmen, welches die Marke als erstes beim Markenamt in der Volksrepublik China registriert hat. Die Lizenz für die Benutzung der Marke gilt zehn Jahre und kann anschließend für weitere zehn Jahre erneuert werden. Dies beinhaltet sowohl den geschriebenen Markennamen als auch die graphische Darstellung des Markenlogos. Um Verwechslungen zu vermeiden, muss das eingetragene Markenlogo von anderen Logos klar unterscheidbar sein. Der Kennzeichenschutz soll darüber hinaus bekannte Marken vor Fälschungen des Verpackungsdesigns, der Aufmachung und der Ausstattung schützen. Demnach darf dem Käufer nicht vorgetäuscht werden, dass es sich um ein bekanntes Produkt handelt. Als bekannt gilt eine Marke dann, wenn sie bei einer größeren Personengruppe Wiedererkennungswert besitzt. Ausgeschlossen von diesem Schutz sind allgemeine Kennzeichnungen.

## Entwicklung Markengesetze China
Das Geistige Eigentum entwickelte sich in der Volksrepublik spät, da bis in die 1980er Jahre kein privates Eigentum existierte. In der Volksrepublik China wurde 1982 das erste Gesetz zum Markenschutz erlassen und im Jahr 1993 und 2000 wurden Änderungen des Gesetzes vorgenommen. Zusätzlich zu den chinesischen Gesetzen werden Marken mittels internationaler Abkommen in der Volksrepublik China geschützt. 1980 wurde die Volksrepublik China Mitglied in der Weltorganisation für geistiges Eigentum, 1985 bei der Pariser Verbandsübereinkunft zum Schutz des gewerblichen Eigentums, 1989 beim Madrider Abkommen über die internationale Registrierung von Marken und 1995 beim Madrider Protokoll über Markenschutz, sowie 1989 beim Übereinkommen über handelsbezogene Aspekte der Rechte des geistigen Eigentums. Die internationalen Abkommen gelten als Zusatz zu den Gesetzen der Volksrepublik China und es wird im Falle eines Rechtsstreits, bei dem ausländische Unternehmen involviert sind, gemäß dem Recht der internationalen Abkommen entschieden wird.
Am 1. Mai 2014 trat das geänderte Markenrecht in Kraft, das den Schutz von Marken in China von ausländischen und chinesischen Unternehmen stärken soll. Die wesentlichen Veränderungen betreffen:
- Festlegung einer maximalen Bearbeitungsdauer
- Einführung von akustischen Marken
- Erhöhter Schutz berühmter Marken
- Schutz nicht-eingetragener Marken
- Verbessertes Widerspruchsverfahrens[6]

## Mitgliedschaft in internationalen Abkommen
China ist Mitglied der folgenden internationalen Abkommen:
- Weltorganisation für geistiges Eigentum
- Pariser Verbandsübereinkunft zum Schutz des gewerblichen Eigentums
- Madrider Abkommen über die internationale Registrierung von Marken

## Markenrechtsverletzungen
Im Falle der Markenrechtsverletzung können sich die geschädigten Unternehmen entweder an die zuständige Verwaltung oder an ein Gericht wenden, das ein zivilrechtliches oder ein strafrechtliches Verfahren einleitet. 
Ausländische Unternehmen haben in China immer die Möglichkeit auf eine Rechtsprechung gemäß internationalen Abkommen. Da China nicht nur nationale Gesetze zum Schutz des geistigen Eigentums hat, sondern auch Mitglied entsprechender internationaler Abkommen ist, können sich ausländische Unternehmen immer auch auf die internationalen Abkommen berufen.
Geschädigte Unternehmen können auf unterschiedliche Art gegen Verletzungen vorgehen. Es gibt 3 verschiedene Möglichkeiten beim Vorgehen gegen Verletzungen für Unternehmen:
- Administratives Verfahren der Administration for Industry and Commerce (AIC) mit judikativer Macht. Die Verwaltungsbehörde kann zum Beispiel den Verkaufsstopp oder die Warenvernichtung anordnen. Allerdings ist kein Schadensersatz möglich.
- Zivilrechtliches Verfahren. Dies ist bei den meisten Fällen zwar langsamer, teurer und die Beweiserbringungsschuld obliegt bei dem Kläger. Jedoch verfügt das Gericht im Gegensatz zu der Administration über die Möglichkeit, Schadensersatzleistungen zu verhängen.
- Strafrechtlich Verfahren. Hierfür erstattet entweder das geschädigte Unternehmen Anzeige, oder es wendet sich direkt an ein Gericht. Grundsätzlich können Fälle strafrechtlich verfolgt werden, wenn der Umsatz der gefälschten Waren 50.000 RMB (Stand Oktober 2015 etwa 6.900 Euro) oder der Ertrag 30.000 RMB (Stand Oktober 2015 etwa 4.100 Euro) überschreitet. Dies trifft allerdings nur bei natürlichen Personen zu. Bei juristischen Personen, zu denen Unternehmen zählen, liegen die Voraussetzungen für einen strafrechtlichen Prozess bei der dreifachen Summe. Vorteilhaft dabei ist das vergleichsweise hohe Strafmaß mit Bußgeldern bis zu 500.000 und Haftstrafen bis zu drei Jahren.[7]